# Biuro Parlamentu Europejskiego w Polsce
Biuro Parlamentu Europejskiego w Polsce – placówka struktur Parlamentu Europejskiego w Warszawie. 
Biura Parlamentu Europejskiego istnieją w każdym kraju Unii Europejskiej. Nie pełnią one funkcji przedstawicielstw parlamentu, lecz wspierają posłów do Parlamentu Europejskiego w ich krajach macierzystych. Warszawskie biuro zostało otwarte w 2002 roku.
Parlament Europejski posiada także biuro regionalne przy ul. Widok 10 we Wrocławiu.

## Europa Experience
Przy biurze w Warszawie działa Europa Experience (pol. Spotkania z Europą), multimedialna wystawa poświęcona funkcjonowaniu instytucji europejskich i pracy posłów do Parlamentu Europejskiego. Została otwarta 16 czerwca 2023 roku. 
Jest ona dostępna dla zwiedzających bezpłatnie w oficjalnych językach Unii Europejskiej. Podobne wystawy funkcjonują również w 9 innych europejskich miastach, w tym w Berlinie, Rzymie, Paryżu i Tallinnie.

## Dyrektorzy
- Jacek Safuta (2009–2014)
- Michał Świderski (2014–2022)
- Witold Naturski (od 2022)